# ألان تايلور (لاعب كرة قدم)
ألان تايلور (بالإنجليزية: Alan Taylor)‏ (17 مايو 1943 في المملكة المتحدة - ) هو لاعب كرة قدم بريطاني في مركز حراسة المرمى. لعب مع أولدهام أثلتيك وستوكبورت كونتي ونادي بلاكبول ونادي ساوثبورت.

## وصلات خارجية
- ألان تايلور (لاعب كرة قدم) على موقع قاعدة بيانات كرة القدم.إي يو (الإنجليزية)